# Anacampt-orchis duquesnei
Anacampt-orchis duquesnei là một loài thực vật có hoa trong họ Lan. Loài này được (Rchb.) Soó mô tả khoa học đầu tiên năm 1932.